# Helens små underverk
Helens små underverk är en amerikansk långfilm från 2004 i regi av Garry Marshall.

## Handling
Helen (Kate Hudson) har allt hon någonsin skulle kunna önska sig, en underbar karriär, fester, och en massa killar. Men allt brakar när hennes syster Lindsay (Felicity Huffman) dör i en bilolycka. När de läser upp testamentet så hade Lindsay valt att ge vårdnaden om de tre barnen Audrey (Hayden Panettiere), Sarah (Abigail Breslin) och Henry (Spencer Breslin) till Helen, vilket gör så att Helens andra syster Jenny (Joan Cusack) blir väldigt upprörd och tycker att eftersom hon redan har barn så borde hon få dem. Men Helen bestämmer sig för att ta hand om dem och hon får snart reda på att det inte alltid är så lätt att ta hand om tre barn, speciellt en tonårstjej. Till hennes räddning kommer barnens rektor Pastor Dan (John Corbett) som är mer än redo för att hjälpa Helen med hennes försök att uppfostra hennes systers barn.
Det är en historia om saknad, kärlek och uppoffringar.

## Rollista (urval)
- Kate Hudson - Helen Harris
- John Corbett - Pastor Dan Parker
- Hayden Panettiere - Audrey Davis
- Joan Cusack - Jenny Portman
- Helen Mirren - Dominique
- Felicity Huffman - Lindsay Davis
- Amber Valletta - Martina
- Paris Hilton - Amber
- Michael Esparza - BZ
- Kamilla Bjorlin - sörjare
- Abigail Breslin - Sarah Davis (syster till Henry)
- Spencer Breslin - Henry Davis (bror till Sarah)